# Liste von Terroranschlägen im Jahr 2006
Die Liste von Terroranschlägen im Jahr 2006 enthält eine unvollständige Auswahl von Terroranschlägen, die im Jahr 2006 passierten. Attentate werden gesondert in der Liste bekannter Attentate behandelt. Die Liste von Sprengstoffanschlägen listet auch nichtterroristische Anschläge. Die Liste von Flugzeugentführungen enthält eine Liste mit meist terroristischem Hintergrund. Im Artikel Rechtsterrorismus werden weitere terroristische Anschläge aufgezählt.

## Erläuterung
In der Spalte Politische Ausrichtung ist die politische bzw. weltanschauliche Einordnung der Täter angegeben: faschistisch, rassistisch, nationalistisch, nationalsozialistisch, sozialistisch, kommunistisch, antiimperialistisch, islamistisch (schiitisch, sunnitisch, deobandisch, salafistisch, wahhabitisch), hinduistisch. Bei vorrangig auf staatliche Unabhängigkeit oder Autonomie zielender Ausrichtung ist autonomistisch vorangestellt, gefolgt von der Region oder der Volksgruppe und ggf. weiteren Merkmalen der Täter: armenisch, irisch (katholisch), kurdisch, tirolisch, tschetschenisch, dagestanisch, punjabisch (sikhistisch), palästinensisch.
Die Opferzahlen der Anschläge werden farbig dargestellt:

Die Zahl bei den Anschlägen getöteter/verletzter Täter ist in Klammern ( ) gesetzt.

## Januar
| Datum/Beginn    | Betroffenes Land | Anschlag                     | Täter                             | Politische Ausrichtung                                                                    | Mittel                             | Ziel                              | Tote    | Verletzte | Hintergrund                           |
| --------------- | ---------------- | ---------------------------- | --------------------------------- | ----------------------------------------------------------------------------------------- | ---------------------------------- | --------------------------------- | ------- | --------- | ------------------------------------- |
| Januar 2006     | Irak             | Anschlag in Bagdad           |                                   |                                                                                           | Sprengsatz                         | Grundschule                       | 0       | 21        | Irakischer Widerstand                 |
| 04. Januar 2006 | Irak             | Anschlag in Diyala           |                                   |                                                                                           | Selbstmordattentäter               | Beerdigung                        | 31 (+1) | 40        | Irakischer Widerstand                 |
| 05. Januar 2006 | Irak             | Anschlag in Kerbela          |                                   |                                                                                           | Selbstmordattentäter               | Schreine, Zivilisten              | 40      | 50        | Irakischer Widerstand                 |
| 05. Januar 2006 | Irak             | Anschlag in Ramadi           |                                   |                                                                                           | Selbstmordattentäter mit Auto      | Polizeirekrutierungszentrum       | 29 (+1) | 40        | Irakischer Widerstand                 |
| 14. Januar 2006 | Afghanistan      | Anschlag in Chost            |                                   |                                                                                           | Sprengsatz                         | Zivilisten                        | 0       | 22        | Krieg in Afghanistan                  |
| 16. Januar 2006 | Irak             | Anschlag in Tadschi          |                                   |                                                                                           | Entführung, Exekution              | Polizeibewerber                   | 31      | 0         | Irakischer Widerstand                 |
| 16. Januar 2006 | Afghanistan      | Anschlag in Spin Boldak      |                                   |                                                                                           | Selbstmordattentäter mit Autobombe | Zivilisten                        | 21 (+1) | 20        | Krieg in Afghanistan                  |
| 18. Januar 2006 | Burundi          | Anschlag in Bujumbura Mairie | FNL                               |                                                                                           | Schusswaffen, Granaten             | Dorf                              | 5       | 23        |                                       |
| 19. Januar 2006 | Irak             | Anschlag in Bagdad           |                                   |                                                                                           | Selbstmordattentäter, Sprengsatz   | Café, Zivilisten                  | 29 (+1) | 31        | Irakischer Widerstand                 |
| 19. Januar 2006 | Sri Lanka        | Anschlag in Batticaloa       | vermutlich LTTE                   | autonomistisch, tamilisch-sozialistisch                                                   | Landmine                           | Militär-Lkw, Soldaten, Polizisten | 4       | 21        | Bürgerkrieg in Sri Lanka              |
| 19. Januar 2006 | Israel           | Anschlag in Tel Aviv-Jaffa   | Islamischer Dschihad in Palästina | palästinensisch-nationalistisch, islamisch-nationalistisch, islamistisch, antizionistisch | Selbstmordattentäter               | Garküche                          | 0 (+1)  | 20        | Israelisch-Palästinensischer Konflikt |
| 20. Januar 2006 | Spanien          | Anschlag in Bilbao           | vermutlich ETA                    | autonomistisch, baskisch-nationalistisch, marxistisch-leninistisch                        | Sprengsatz                         | Arbeitsamt                        | 0       | 1         | Baskischer Konflikt                   |
| 28. Januar 2006 | Philippinen      | Anschlag in Jolo             |                                   |                                                                                           | Schusswaffen                       | Moschee                           | 0       | 20        | Moro-Konflikt                         |
| 30. Januar 2006 | Sudan            | Anschlag in Schamal Darfur   | SPLA                              |                                                                                           | Schusswaffen                       | Polizei-Reservisten               | 22      | 18        |                                       |
| 31. Januar 2006 | Nepal            | Anschlag in Tansen           | CPN                               | marxistisch-leninistisch-maoistisch                                                       | Schusswaffen, Sprengsätze          | Soldaten, Polizisten              | 24      | 17        | Nepalesischer Bürgerkrieg             |

## Februar
| Datum/Beginn     | Betroffenes Land | Anschlag                    | Täter                                  | Politische Ausrichtung                                                    | Mittel                  | Ziel                   | Tote    | Verletzte | Hintergrund                       |
| ---------------- | ---------------- | --------------------------- | -------------------------------------- | ------------------------------------------------------------------------- | ----------------------- | ---------------------- | ------- | --------- | --------------------------------- |
| 01. Februar 2006 | Irak             | Anschlag in Bagdad          |                                        |                                                                           | Selbstmordattentäter    | Tagelöhner             | 8       | 50        | Irakischer Widerstand             |
| 02. Februar 2006 | Irak             | Anschlag in Bagdad          |                                        |                                                                           | 2 Autobomben            | Zivilisten             | 11      | 70        | Irakischer Widerstand             |
| 04. Februar 2006 | Thailand         | Anschlag in Yala            |                                        |                                                                           | Motorradbombe           | Restaurant             | 1       | 30        | Konflikt in Südthailand seit 2004 |
| 05. Februar 2006 | Pakistan         | Anschlag in Kolpur          | vermutlich Balochistan Liberation Army | autonomistisch, belutschisch-nationalistisch                              | Sprengsatz              | Bus                    | 13      | 20        | Belutschistankonflikt             |
| 09. Februar 2006 | Pakistan         | Anschlag in Hangu           |                                        |                                                                           | Selbstmordattentäter    | Schiitische Prozession | 30 (+1) | 50        | Konflikt in Nordwest-Pakistan     |
| 10. Februar 2006 | Irak             | Anschlag in Bagdad          |                                        |                                                                           | Autobombe, Schusswaffen | Moschee                | 10      | 31        | Irakischer Widerstand             |
| 13. Februar 2006 | Irak             | Anschlag in Bagdad          |                                        |                                                                           | Selbstmordattentäter    | Zivilisten             | 10 (+1) | 40        | Irakischer Widerstand             |
| 18. Februar 2006 | Philippinen      | Anschlag in Sulu            |                                        |                                                                           | Sprengsatz              | Bar                    | 1       | 28        | Moro-Konflikt                     |
| 19. Februar 2006 | Indien           | Anschlag in Ahmedabad       |                                        |                                                                           | Sprengsatz              | Bahnhof                | 0       | 25        | Aufstand in Kaschmir              |
| 20. Februar 2006 | Irak             | Anschlag in Mossul          | Mujahideen Shura Council               | salafistisch, wahhabitisch                                                | Selbstmordattentäter    | Restaurant, Polizisten | 4 (+1)  | 21        | Irakischer Widerstand             |
| 21. Februar 2006 | Irak             | Anschlag in Bagdad          |                                        |                                                                           | Autobombe               | Polizeistreife         | 22      | 28        | Irakischer Widerstand             |
| 23. Februar 2006 | Irak             | Anschlag in Baquba          |                                        |                                                                           | Sprengsatz              | Markt                  | 12      | 21        | Irakischer Widerstand             |
| 25. Februar 2006 | Indien           | Anschlag in Chhattisgarh    | vermutlich CPI                         | kommunistisch, marxistisch-leninistisch-maoistisch, links-nationalistisch | Schusswaffen            | Zivilisten             | 2       | 25        | Naxalitenaufstand                 |
| 25. Februar 2006 | Spanien          | Anschlag in Vitoria-Gasteiz | vermutlich ETA                         | autonomistisch, baskisch-nationalistisch, marxistisch-leninistisch        | Sprengsatz              | Bankgebäude            | 0       | 2         | Baskischer Konflikt               |
| 25. Februar 2006 | Irak             | Anschlag in Kerbela         |                                        |                                                                           | Autobombe               | Markt                  | 8       | 31        | Irakischer Widerstand             |
| 26. Februar 2006 | Irak             | Anschlag in Bagdad          |                                        |                                                                           | Mörser                  | Zivilisten             | 16      | 45        | Irakischer Widerstand             |
| 27. Februar 2006 | Spanien          | Anschlag in Mungia          | vermutlich ETA                         | autonomistisch, baskisch-nationalistisch, marxistisch-leninistisch        | Sprengsatz              | Polizisten             | 0       | 2         | Baskischer Konflikt               |
| 27. Februar 2006 | Spanien          | Anschlag in Mungia          | vermutlich ETA                         | autonomistisch, baskisch-nationalistisch, marxistisch-leninistisch        | Paketbombe              | Gerichtsgebäude        | 0       | 1         | Baskischer Konflikt               |
| 28. Februar 2006 | Irak             | Anschlag in Bagdad          |                                        |                                                                           | Autobombe               | Moschee                | 23      | 55        | Irakischer Widerstand             |
| 28. Februar 2006 | Irak             | Anschlag in Bagdad          |                                        |                                                                           | Selbstmordattentäter    | Tankstelle             | 22 (+1) | 51        | Irakischer Widerstand             |
| 28. Februar 2006 | Indien           | Anschlag in Chhattisgarh    | vermutlich CPI                         | kommunistisch, marxistisch-leninistisch-maoistisch, links-nationalistisch | Sprengstoff             | Lastwagen, Zivilisten  | 55      | 20        | Naxalitenaufstand                 |

## März
| Datum/Beginn  | Betroffenes Land | Anschlag                  | Täter                     | Politische Ausrichtung                                | Mittel                             | Ziel                        | Tote    | Verletzte | Hintergrund                   |
| ------------- | ---------------- | ------------------------- | ------------------------- | ----------------------------------------------------- | ---------------------------------- | --------------------------- | ------- | --------- | ----------------------------- |
| 01. März 2006 | Irak             | Anschlag in Bagdad        |                           |                                                       | Autobombe                          | Wohnviertel                 | 23      | 58        | Irakischer Widerstand         |
| 02. März 2006 | Pakistan         | Anschlag in Karatschi     |                           |                                                       | Selbstmordattentäter mit Autobombe | US-Konsulat                 | 4 (+1)  | 50        | Konflikt in Nordwest-Pakistan |
| 03. März 2006 | USA              | Anschlag in Chapel Hill   | Mohammed Reza Taheri-azar | islamistisch                                          | Fahrzeug                           | Studenten                   | 0       | 9         |                               |
| 04. März 2006 | Irak             | Anschlag in Bagdad        |                           |                                                       | Sprengsatz                         | Bushaltestelle              | 7       | 20        | Irakischer Widerstand         |
| 06. März 2006 | Irak             | Anschlag in Baquba        |                           |                                                       | Autobombe                          | Bürgermeisterbüro           | 6       | 23        | Irakischer Widerstand         |
| 07. März 2006 | Irak             | Anschlag in Bagdad        |                           |                                                       | Schuss- und Stichwaffen            |                             | 22      | 0         | Irakischer Widerstand         |
| 07. März 2006 | Indien           | Anschlag in Varanasi      | Lashkar-e Qahab           |                                                       | Sprengsätze                        | Tempel, Bahnhof, Zivilisten | 28      | 100+      | Aufstand in Kaschmir          |
| 10. März 2006 | Pakistan         | Anschlag in Belutschistan |                           |                                                       | Landmine                           | Fahrzeug                    | 28      | 7         |                               |
| 12. März 2006 | Irak             | Anschlag in Bagdad        |                           |                                                       | Autobomben                         | Märkte                      | 62      | 250+      | Irakischer Widerstand         |
| 16. März 2006 | Guinea-Bissau    | Anschlag in São Domingos  |                           |                                                       | Landmine                           | Zivilisten in Bus           | 11      | 12        |                               |
| 16. März 2006 | Iran             | Anschlag nahe Zahedan     | Dschundollah              | sunnitisch-islamistisch, belutschisch-nationalistisch | Straßenblockade, Entführung        | Regierungsbeamte            | 22      | 7         |                               |
| 17. März 2006 | Irak             | Anschlag nahe Kerbela     |                           |                                                       | Schusswaffen                       | Schiitische Pilger          | 6       | 29        | Irakischer Widerstand         |
| 22. März 2006 | Irak             | Anschlag in Bagdad        |                           |                                                       | Schusswaffen                       | Schiitische Pilger in Bus   | 2       | 42        | Irakischer Widerstand         |
| 24. März 2006 | Irak             | Anschlag in Bagdad        |                           |                                                       | Raketen, Mörser                    |                             | 31      |           | Irakischer Widerstand         |
| 27. März 2006 | Irak             | Anschlag in Ninawa        |                           |                                                       | Selbstmordattentäter               | Militärrekrutierungszentrum | 29 (+1) |           | Irakischer Widerstand         |
| 27. März 2006 | Philippinen      | Anschlag in Jolo          | vermutlich Abu Sajaf      | islamistisch, islamisch-fundamentalistisch            | Sprengstoff                        | Zivilisten                  | 9       | 20        | Moro-Konflikt                 |

## April
| Datum/Beginn   | Betroffenes Land | Anschlag                       | Täter                             | Politische Ausrichtung                                                                      | Mittel                             | Ziel                                   | Tote    | Verletzte | Hintergrund                           |
| -------------- | ---------------- | ------------------------------ | --------------------------------- | ------------------------------------------------------------------------------------------- | ---------------------------------- | -------------------------------------- | ------- | --------- | ------------------------------------- |
| 03. April 2006 | Irak             | Anschlag in Bagdad             |                                   |                                                                                             | Autobombe                          | Moschee                                | 10      | 38        | Irakischer Widerstand                 |
| 04. April 2006 | Irak             | Anschlag in Bagdad             |                                   |                                                                                             | Autobombe                          | Zivilisten                             | 10      | 25        | Irakischer Widerstand                 |
| 04. April 2006 | Deutschland      | Anschlag in Dortmund           | NSU                               | rechtsextremistisch, neonazistisch, rassistisch, xenophob                                   | Pistole                            | Türkischer Geschäftsinhaber            | 1       | 0         |                                       |
| 06. April 2006 | Deutschland      | Anschlag in Kassel             | NSU                               | rechtsextremistisch, neonazistisch, rassistisch, xenophob                                   | Pistole                            | Türkischer Internetcafé-Inhaber        | 1       | 0         |                                       |
| 06. April 2006 | Irak             | Anschlag in Nadschaf           |                                   |                                                                                             | Sprengsätze                        | Schrein                                | 15      | 30        | Irakischer Widerstand                 |
| 07. April 2006 | Irak             | Anschlag in Bagdad             | al-Qaida im Irak                  | salafistisch, wahhabitisch, panislamisch, antikommunistisch, antizionistisch, antisemitisch | 3 Selbstmordattentäter             | Moschee                                | 87 (+3) |           | Irakischer Widerstand                 |
| 08. April 2006 | Irak             | Anschlag in Babil              |                                   |                                                                                             | Autobombe                          | Schrein                                | 6       | 21        | Irakischer Widerstand                 |
| 10. April 2006 | Pakistan         | Anschlag in Belutschistan      |                                   |                                                                                             | Sprengsatz                         | Friseursalon                           | 3       | 20        |                                       |
| 11. April 2006 | Pakistan         | Anschlag in Karatschi          | Lashkar-e-Jhangvi                 | deobandisch-fundamentalistisch, salafistisch                                                | Selbstmordattentäter               | Religiöse Veranstaltung                | 56 (+1) | 125       | Konflikt in Nordwest-Pakistan         |
| 11. April 2006 | Afghanistan      | Anschlag in Asadabad           |                                   |                                                                                             | Raketen                            | Schule                                 | 7       | 34        | Krieg in Afghanistan                  |
| 12. April 2006 | Irak             | Anschlag in Diyala             |                                   |                                                                                             | Selbstmordattentäter mit Autobombe | Schiitische Moschee                    | 31 (+1) | 70        | Irakischer Widerstand                 |
| 12. April 2006 | Irak             | Anschlag in Diyala             |                                   |                                                                                             | Autobombe                          | Medizinische Einrichtung               | 2       | 23        | Irakischer Widerstand                 |
| 12. April 2006 | Mexiko           | Anschlag in Petatlán           |                                   |                                                                                             | Granate                            | Restaurant                             | 1       | 30        |                                       |
| 13. April 2006 | Irak             | Anschlag in Bagdad             |                                   |                                                                                             | Autobombe                          | Markt                                  | 15      | 22        | Irakischer Widerstand                 |
| 15. April 2006 | Irak             | Anschlag in Bagdad             |                                   |                                                                                             | Autobombe                          | Polizeikonvoi                          | 3 (+1)  | 28        | Irakischer Widerstand                 |
| 17. April 2006 | Israel           | Anschlag in Tel Aviv-Jaffa     | Islamischer Dschihad in Palästina | palästinensisch-nationalistisch, islamisch-nationalistisch, islamistisch, antizionistisch   | Selbstmordattentäter               | Restaurant, Israelische Zivilisten     | 11 (+1) | 66        | Israelisch-Palästinensischer Konflikt |
| 20. April 2006 | Pakistan         | Anschlag in Khyber Pakhtunkhwa | TTP                               | deobandisch, islamisch-fundamentalistisch                                                   | Schusswaffen                       | Soldaten                               | 6 (+4)  | 22        | Konflikt in Nordwest-Pakistan         |
| 22. April 2006 | Spanien          | Anschlag in Barañáin           | vermutlich ETA                    | autonomistisch, baskisch-nationalistisch, marxistisch-leninistisch                          | Brandstiftung                      | Baumarkt                               | 0       | 4         | Baskischer Konflikt                   |
| 24. April 2006 | Ägypten          | Anschlag in Dahab              | Tawhid al-Jihad                   | salafistisch, wahhabitisch                                                                  | 3 Sprengsätze                      | Bar, Supermarkt, Touristen, Zivilisten | 18      | 87        | Israelisch-Palästinensischer Konflikt |

## Mai
| Datum/Beginn | Betroffenes Land | Anschlag                            | Täter            | Politische Ausrichtung                 | Mittel                                                     | Ziel                                             | Tote    | Verletzte | Hintergrund                                       |
| ------------ | ---------------- | ----------------------------------- | ---------------- | -------------------------------------- | ---------------------------------------------------------- | ------------------------------------------------ | ------- | --------- | ------------------------------------------------- |
| 01. Mai 2006 | Indien           | Anschlag in Jammu und Kashmir       | Laschkar-e Taiba | salafistisch                           | Schusswaffen, Entführung                                   | Zivilisten                                       | 22      | 6         | Aufstand in Kaschmir                              |
| 03. Mai 2006 | Irak             | Anschlag in Falludscha              |                  |                                        | Selbstmordattentäter                                       | Polizeirekruten                                  | 15 (+1) | 30        | Irakischer Widerstand                             |
| 03. Mai 2006 | Türkei           | Anschlag in Hakkâri                 | PKK              | autonomistisch, kurdisch-sozialistisch | Sprengsatz                                                 | Militärfahrzeug                                  | 0       | 21        | Konflikt zwischen der Republik Türkei und der PKK |
| 04. Mai 2006 | Irak             | Anschlag in Bagdad                  |                  |                                        | Selbstmordattentäter                                       | Gericht                                          | 9 (+1)  | 50        | Irakischer Widerstand                             |
| 09. Mai 2006 | Irak             | Anschlag in Tal Afar                |                  |                                        | Selbstmordattentäter mit Autobombe                         | Zivilisten                                       | 17 (+1) | 35        | Irakischer Widerstand                             |
| 13. Mai 2006 | Indien           | Anschlag in Jammu und Kashmir       |                  |                                        | Granaten                                                   | Zivilisten                                       | 2       | 23        | Aufstand in Kaschmir                              |
| 16. Mai 2006 | Irak             | Anschlag in Bagdad                  |                  |                                        | Autobombe, Schusswaffen                                    | Markt                                            | 23      | 38        | Irakischer Widerstand                             |
| 20. Mai 2006 | Irak             | Anschlag in Bagdad                  |                  |                                        | Sprengsatz                                                 | Zivilisten                                       | 19      | 36        | Irakischer Widerstand                             |
| 21. Mai 2006 | Indien           | Anschlagsserie in Jammu und Kashmir |                  |                                        | Granaten, Schusswaffen, Selbstmordattentäter mit Autobombe | Zivilisten, Polizisten, Grenzsoldaten, Touristen | 7 (+3)  | 110       | Aufstand in Kaschmir                              |
| 30. Mai 2006 | Irak             | Anschlag in Bagdad                  |                  |                                        | Autobombe                                                  | Zivilisten                                       | 5       | 35        | Irakischer Widerstand                             |
| 30. Mai 2006 | Irak             | Anschlag in Hilla                   |                  |                                        | Selbstmordattentäter mit Autobombe                         | Zivilisten                                       | 11 (+1) | 30        | Irakischer Widerstand                             |

## Juni
| Datum/Beginn  | Betroffenes Land | Anschlag                            | Täter                       | Politische Ausrichtung                                                                      | Mittel       | Ziel           | Tote | Verletzte | Hintergrund              |
| ------------- | ---------------- | ----------------------------------- | --------------------------- | ------------------------------------------------------------------------------------------- | ------------ | -------------- | ---- | --------- | ------------------------ |
| 02. Juni 2006 | Irak             | Anschlag in Bagdad                  |                             |                                                                                             | Sprengstoff  | Markt          | 4    | 57        | Irakischer Widerstand    |
| 04. Juni 2006 | Irak             | Anschlag in Bagdad                  |                             |                                                                                             | Schusswaffen |                | 21   | 0         | Irakischer Widerstand    |
| 11. Juni 2006 | Irak             | Anschlag in Bagdad                  | vermutlich al-Qaida im Irak | salafistisch, wahhabitisch, panislamisch, antikommunistisch, antizionistisch, antisemitisch | Sprengstoff  | Markt          | 6    | 59        | Irakischer Widerstand    |
| 12. Juni 2006 | Indien           | Anschlag in Jammu und Kashmir       |                             |                                                                                             | Granate      | Bushaltestelle | 1    | 20        | Aufstand in Kaschmir     |
| 15. Juni 2006 | Irak             | Anschlag in Tikrit                  |                             |                                                                                             | Schusswaffen | Moschee        | 4    | 20        | Irakischer Widerstand    |
| 16. Juni 2006 | Sri Lanka        | Anschlag in der Nord-Zentralprovinz | vermutlich LTTE             | autonomistisch, tamilisch-sozialistisch                                                     | Landmine     | Passagierbus   | 63   | 71        | Bürgerkrieg in Sri Lanka |
| 19. Juni 2006 | Afghanistan      | Anschlag in Kandahar                | vermutlich Taliban          | deobandisch-fundamentalistisch, paschtunisch, islamistisch                                  | Schusswaffen | Zivilisten     | 32   |           | Krieg in Afghanistan     |
| 22. Juni 2006 | Indien           | Anschlag in Srinagar                |                             |                                                                                             | Granate      | Sufi-Pilger    | 2    | 21        | Aufstand in Kaschmir     |
| 30. Juni 2006 | Irak             | Anschlag in Kirkuk                  |                             |                                                                                             | Sprengstoff  | Zivilisten     | 15   | 42        | Irakischer Widerstand    |

## Juli
| Datum/Beginn  | Betroffenes Land | Anschlag                                    | Täter                    | Politische Ausrichtung                                     | Mittel                                           | Ziel                        | Tote    | Verletzte | Hintergrund           |
| ------------- | ---------------- | ------------------------------------------- | ------------------------ | ---------------------------------------------------------- | ------------------------------------------------ | --------------------------- | ------- | --------- | --------------------- |
| 01. Juli 2006 | Irak             | Anschlag in Bagdad                          | Sunni Supporters         |                                                            | Selbstmordattentäter mit Autobombe               | Markt                       | 77      | 96        | Irakischer Widerstand |
| 02. Juli 2006 | Irak             | Anschlag in Bagdad                          |                          |                                                            | Sprengstoff                                      | Markt                       | 0       | 31        | Irakischer Widerstand |
| 03. Juli 2006 | Irak             | Anschlag in Babil                           |                          |                                                            | Sprengstoff                                      | Markt                       | 5       | 25        | Irakischer Widerstand |
| 03. Juli 2006 | Irak             | Anschlag in Mossul                          |                          |                                                            | Sprengsatz                                       | Polizeistreife              | 7       | 28        | Irakischer Widerstand |
| 06. Juli 2006 | Irak             | Anschlag in Kufa                            |                          |                                                            | Selbstmordattentäter mit Autobombe               | Schrein, Schiitische Pilger | 14      | 38        | Irakischer Widerstand |
| 07. Juli 2006 | Irak             | Anschlag in Bagdad                          |                          |                                                            | Mörser                                           | Markt                       | 6       | 40        | Irakischer Widerstand |
| 07. Juli 2006 | Irak             | Anschlag in Ninawa                          |                          |                                                            | Autobombe                                        | Moschee                     | 9       | 59        | Irakischer Widerstand |
| 08. Juli 2006 | Indien           | Anschlag in Jammu und Kashmir               |                          |                                                            | Granate                                          | Kirche                      | 5       | 45        | Aufstand in Kaschmir  |
| 10. Juli 2006 | Irak             | Anschlag in Bagdad                          |                          |                                                            | Sprengstoff                                      | Restaurant                  | 2       | 27        | Irakischer Widerstand |
| 10. Juli 2006 | Kirgisistan      | Anschlag in Dschalalabat                    |                          |                                                            | Schusswaffe(n)                                   | Polizisten                  | 1       | 2         |                       |
| 10. Juli 2006 | Irak             | Anschlag in Bagdad                          |                          |                                                            | Schusswaffen                                     | Wohnviertel                 | 42      |           | Irakischer Widerstand |
| 11. Juli 2006 | Indien           | Anschlag in Mumbai                          | Laschkar-e Taiba         | islamistisch                                               | 7 Schnellkochtopfbomben                          | Verkehr                     | 209     | 817       |                       |
| 16. Juli 2006 | Irak             | Anschlag in Tuz Churmatu                    |                          |                                                            | Selbstmordattentäter                             | Café                        | 25 (+1) | 22        | Irakischer Widerstand |
| 16. Juli 2006 | Afghanistan      | Anschlag in Paktia                          | Taliban                  | deobandisch-fundamentalistisch, paschtunisch, islamistisch | Selbstmordattentäter                             | Militärpatrouille           | 4 (+1)  | 22        | Krieg in Afghanistan  |
| 17. Juli 2006 | Irak             | Anschlag nahe Kufa                          |                          |                                                            | Mörser, Raketenwerfer, Automatische Schusswaffen | Markt                       | 56      | 67        | Irakischer Widerstand |
| 17. Juli 2006 | Indien           | Anschlag in Chhattisgarh                    | Naxaliten                | maoistisch                                                 | Stichwaffen, Brandstiftung                       | Salwa-Judum-Camp            | 25      |           | Naxalitenaufstand     |
| 18. Juli 2006 | Irak             | Anschlag nahe Kufa                          | Mujahideen Shura Council | salafistisch, wahhabitisch                                 | Selbstmordattentäter mit Autobombe               | Schrein                     | 58 (+1) | 139       | Irakischer Widerstand |
| 19. Juli 2006 | Irak             | Anschlag in Bagdad                          |                          |                                                            | Autobombe, 2 Sprengsätze                         | Universität                 | 5       | 22        | Irakischer Widerstand |
| 23. Juli 2006 | Irak             | Anschlag in Bagdad                          |                          |                                                            | Selbstmordattentäter mit Autobombe               | Regierungsgebäude           | 33 (+1) | 73        | Irakischer Widerstand |
| 27. Juli 2006 | Irak             | Anschlag nahe Bagdad                        |                          |                                                            | Mörser, Autobombe                                | Investmentbank, Tankstelle  | 31      | 150       | Irakischer Widerstand |
| 31. Juli 2006 | Deutschland      | Versuchte Bombenanschläge vom 31. Juli 2006 | al-Qaida                 | islamistisch                                               | 2 Kofferbomben                                   | Verkehr                     | 0       | 0         |                       |
| 31. Juli 2006 | Irak             | Anschlag nahe Bagdad                        |                          |                                                            | Exekution                                        | Schiitische Pilger          | 23      | 0         | Irakischer Widerstand |

## August
| Datum/Beginn    | Betroffenes Land | Anschlag                     | Täter                              | Politische Ausrichtung                  | Mittel                             | Ziel                               | Tote    | Verletzte | Hintergrund                                       |
| --------------- | ---------------- | ---------------------------- | ---------------------------------- | --------------------------------------- | ---------------------------------- | ---------------------------------- | ------- | --------- | ------------------------------------------------- |
| 01. August 2006 | Irak             | Anschlag nahe Baidschi       |                                    |                                         | Sprengsatz                         | Bus                                | 23      | 40        | Irakischer Widerstand                             |
| 01. August 2006 | Irak             | Anschlag in Bagdad           |                                    |                                         | Selbstmordattentäter mit Autobombe | Bank                               | 14 (+1) | 37        | Irakischer Widerstand                             |
| 03. August 2006 | Irak             | Anschlag in Bagdad           |                                    |                                         | Motorradbombe                      | Einkaufsviertel                    | 9       | 21        | Irakischer Widerstand                             |
| 03. August 2006 | Afghanistan      | Anschlag in Kandahar         |                                    |                                         | Selbstmordattentäter               | Markt, Zivilisten                  | 21 (+1) | 13        | Krieg in Afghanistan                              |
| 03. August 2006 | Sri Lanka        | Anschlag nahe Trincomalee    | LTTE                               | autonomistisch, tamilisch-sozialistisch | Artillerie, Schusswaffen           | Soldaten, Polizisten, Zivilisten   | 16      | 20        | Bürgerkrieg in Sri Lanka                          |
| 03. August 2006 | Irak             | Anschlag in Babil            |                                    |                                         | Schusswaffen                       | Hochzeit                           | 4       | 28        | Irakischer Widerstand                             |
| 05. August 2006 | Sri Lanka        | Anschlag in Trincomalee      | LTTE                               | autonomistisch, tamilisch-sozialistisch | Schusswaffen                       | Zivilisten                         | 100+    |           | Bürgerkrieg in Sri Lanka                          |
| 06. August 2006 | Irak             | Anschlag in Salah ad-Din     |                                    |                                         | Selbstmordattentäter               | Beerdigung                         | 14 (+1) | 30        | Irakischer Widerstand                             |
| 07. August 2006 | Burundi          | Anschlag in Bujumbura Mairie |                                    |                                         | Granate                            | Bar                                | 4       | 20        |                                                   |
| 08. August 2006 | Guyana           | Anschlag in Georgetown       |                                    |                                         | Sturmgewehre                       | Nachrichtenagentur                 | 5       | 0         |                                                   |
| 08. August 2006 | Irak             | Anschlag in Bagdad           |                                    |                                         | 2 Sprengsätze                      | Markt                              | 10      | 69        | Irakischer Widerstand                             |
| 10. August 2006 | Irak             | Anschlag in Nadschaf         |                                    |                                         | Selbstmordattentäter               | Moschee                            | 34 (+1) | 122       | Irakischer Widerstand                             |
| 13. August 2006 | Republik Moldau  | Anschlag in Transnistrien    |                                    |                                         | Sprengsatz                         | Zivilisten in O-Bus                | 2       | 10        |                                                   |
| 13. August 2006 | Afghanistan      | Anschlag in Kunar            |                                    |                                         | Rakete                             | Gebäude, Bauarbeiter               | 0       | 20        | Krieg in Afghanistan                              |
| 13. August 2006 | Sri Lanka        | Anschlag in Jaffna           |                                    |                                         | Raketen                            | Kirche, Zivilisten                 | 40      | 50        | Bürgerkrieg in Sri Lanka                          |
| 14. August 2006 | Sri Lanka        | Anschlag in Colombo          |                                    |                                         | Sprengstoff                        | Waisenhaus                         | 61      | 150       | Bürgerkrieg in Sri Lanka                          |
| 15. August 2006 | Irak             | Anschlag in Mossul           |                                    |                                         | Selbstmordattentäter mit Autobombe | PUK-Zentrale                       | 8 (+1)  | 36        | Irakischer Widerstand                             |
| 16. August 2006 | Indien           | Anschlag in Imphal           | vermutlich Kanglei Yawol Kanna Lup |                                         | Sprengstoff                        | Hindu-Tempel                       | 5       | 50        | Aufstand im Nordosten Indiens                     |
| 17. August 2006 | Irak             | Anschlag in Bagdad           |                                    |                                         | Autobombe                          | Zivilisten                         | 7       | 20        | Irakischer Widerstand                             |
| 26. August 2006 | Bangladesch      | Anschlag in Rajshahi         | vermutlich PBCP                    | maoistisch, bengalisch-nationalistisch  | Schusswaffen, Sprengstoff          | Markt                              | 4 (+11) | 30        |                                                   |
| 27. August 2006 | Irak             | Anschlag in Diyala           |                                    |                                         | Sprengstoff                        | Markt                              | 14      | 25        | Irakischer Widerstand                             |
| 27. August 2006 | Irak             | Anschlag in Bagdad           |                                    |                                         | Selbstmordattentäter mit Autobombe | Zeitungsgebäude                    | 1 (+1)  | 20        | Irakischer Widerstand                             |
| 28. August 2006 | Sri Lanka        | Anschlag nahe Trincomalee    | vermutlich LTTE                    | autonomistisch, tamilisch-sozialistisch | Artilleriegranaten, Mörsergranaten | Soldaten, Zivilisten               | 35      | 106       | Bürgerkrieg in Sri Lanka                          |
| 28. August 2006 | Türkei           | Anschlag in Antalya          |                                    |                                         | Motorradbombe                      |                                    | 4       | 65        | Konflikt zwischen der Republik Türkei und der PKK |
| 28. August 2006 | Türkei           | Anschlag in Antalya          |                                    |                                         | Autobombe                          | Russisches Konsulat                | 3       | 20        | Konflikt zwischen der Republik Türkei und der PKK |
| 28. August 2006 | Afghanistan      | Anschlag in Laschkar Gah     |                                    |                                         | Selbstmordattentäter               | Markt                              | 16 (+1) | 50        | Krieg in Afghanistan                              |
| 28. August 2006 | Irak             | Anschlag in Bagdad           |                                    |                                         | Selbstmordattentäter mit Autobombe | Innenministerium                   | 12 (+1) | 42        | Irakischer Widerstand                             |
| 30. August 2006 | Irak             | Anschlag in Hilla            |                                    |                                         | Selbstmordattentäter mit Autobombe | Militärrekrutierungszentrum        | 11 (+1) | 38        | Irakischer Widerstand                             |
| 31. August 2006 | Irak             | Anschlag in Bagdad           |                                    |                                         | Sprengstoff                        | Tankstelle, Restaurant, Zivilisten | 52      | 160       | Irakischer Widerstand                             |
| 31. August 2006 | Thailand         | Anschlag in Yala             | vermutlich BERSATU                 |                                         | 23 Sprengsätze                     | Banken                             | 1       | 23        | Konflikt in Südthailand seit 2004                 |

## September
| Datum/Beginn       | Betroffenes Land | Anschlag             | Täter                     | Politische Ausrichtung                                     | Mittel                                           | Ziel                          | Tote    | Verletzte | Hintergrund                       |
| ------------------ | ---------------- | -------------------- | ------------------------- | ---------------------------------------------------------- | ------------------------------------------------ | ----------------------------- | ------- | --------- | --------------------------------- |
| 06. September 2006 | Irak             | Anschlag nahe Bagdad |                           |                                                            | Autobombe, Sprengsatz                            |                               | 9       | 39        | Irakischer Widerstand             |
| 07. September 2006 | Irak             | Anschlag in Bagdad   |                           |                                                            | 2 Selbstmordattentäter mit Autobomben, Autobombe | Polizeistreifen, Moschee      | 21 (+2) | 64        | Irakischer Widerstand             |
| 08. September 2006 | Afghanistan      | Anschlag in Kabul    | vermutlich Taliban        | deobandisch-fundamentalistisch, paschtunisch, islamistisch | Selbstmordattentäter mit Autobombe               | Zivilisten                    | 16 (+1) | 29        | Krieg in Afghanistan              |
| 08. September 2006 | Indien           | Anschlag in Malegaon | vermutlich Abhinav Bharat | hinduistisch-nationalistisch                               | Sprengstoff                                      | Muslimische Einrichtungen     | 24      | 100+      |                                   |
| 11. September 2006 | Afghanistan      | Anschlag in Chost    | Haqqani-Netzwerk          | deobandisch-fundamentalistisch                             | Selbstmordattentäter                             | Beerdigung                    | 7 (+1)  | 40        | Krieg in Afghanistan              |
| 12. September 2006 | Irak             | Anschlag in Diyala   |                           |                                                            | Sprengsatz                                       |                               | 4       | 24        | Irakischer Widerstand             |
| 13. September 2006 | Irak             | Anschlag in Bagdad   |                           |                                                            | Autobombe                                        | Polizeistreife                | 12      | 34        | Irakischer Widerstand             |
| 13. September 2006 | Irak             | Anschlag in Bagdad   |                           |                                                            | Sprengsatz                                       | Polizeistation                | 22      | 34        | Irakischer Widerstand             |
| 13. September 2006 | Irak             | Anschlag in Bagdad   |                           |                                                            | Autobombe, Sprengsatz                            | Polizeikonvoi                 | 14      | 67        | Irakischer Widerstand             |
| 16. September 2006 | Thailand         | Anschlag in Hat Yai  |                           |                                                            | 5 Sprengsätze                                    | Zivilisten                    | 4       | 59        | Konflikt in Südthailand seit 2004 |
| 16. September 2006 | Irak             | Anschlag in Bagdad   |                           |                                                            | Selbstmordattentäter mit Autobombe               | Polizeistation                | 1 (+1)  | 22        | Irakischer Widerstand             |
| 17. September 2006 | Irak             | Anschlag in Kirkuk   |                           |                                                            | 5 Sprengsätze                                    | Regierungsgebäude, Polizisten | 27      | 73        | Irakischer Widerstand             |
| 18. September 2006 | Irak             | Anschlag in Tal Afar |                           |                                                            | Sprengsatz                                       | Markt                         | 20      |           | Irakischer Widerstand             |
| 23. September 2006 | Irak             | Anschlag in Bagdad   | Jund As-Samaa             |                                                            | 2 Sprengsätze                                    | Zivilisten                    | 31      | 40        | Irakischer Widerstand             |
| 30. September 2006 | Afghanistan      | Anschlag in Kabul    | Taliban                   | deobandisch-fundamentalistisch, paschtunisch, islamistisch | Selbstmordattentäter                             | Innenministerium              | 12 (+1) | 50        | Krieg in Afghanistan              |

## Oktober
| Datum/Beginn     | Betroffenes Land | Anschlag                 | Täter                 | Politische Ausrichtung                                                  | Mittel                             | Ziel                               | Tote     | Verletzte | Hintergrund                   |
| ---------------- | ---------------- | ------------------------ | --------------------- | ----------------------------------------------------------------------- | ---------------------------------- | ---------------------------------- | -------- | --------- | ----------------------------- |
| 02. Oktober 2006 | Indien           | Anschlag in Assam        | vermutlich ULFA       | autonomistisch, assamesisch-nationalistisch, marxistisch, sozialistisch | Granate                            | Hindu-Festival                     | 1        | 20        | Aufstand im Nordosten Indiens |
| 04. Oktober 2006 | Indien           | Anschlag in Srinagar     | Al-Mansoorian         |                                                                         | Granaten, Sturmgewehre             | Polizeicamp                        | 8 (+2)   | 22        | Aufstand in Kaschmir          |
| 04. Oktober 2006 | Irak             | Anschlag in Bagdad       |                       |                                                                         | Sprengstoff                        | Zivilisten                         | 16       | 87        | Irakischer Widerstand         |
| 05. Oktober 2006 | Irak             | Anschlag in Bagdad       |                       |                                                                         | Sprengsatz                         | Zivilisten                         | 0        | 20        | Irakischer Widerstand         |
| 10. Oktober 2006 | Philippinen      | Anschlag in Makilala     |                       |                                                                         | 2 Sprengsätze                      | Zivilisten                         | 6        | 34        | Moro-Konflikt                 |
| 14. Oktober 2006 | Irak             | Anschlag in Salah ad-Din |                       |                                                                         | Schusswaffen                       | Zivilisten                         | 26       |           | Irakischer Widerstand         |
| 15. Oktober 2006 | Irak             | Anschlag in Kirkuk       |                       |                                                                         | Selbstmordattentäter mit Autobombe | Zivilisten                         | 2 (+1)   | 25        | Irakischer Widerstand         |
| 15. Oktober 2006 | Äthiopien        | Anschlag in Oromia       | vermutlich Islamisten | islamistisch                                                            | Stichwaffen                        | Christliche Zivilisten             | 10       | 30        |                               |
| 16. Oktober 2006 | Sri Lanka        | Anschlag in Trincomalee  | LTTE                  | autonomistisch, tamilisch-sozialistisch                                 | Selbstmordattentäter mit Autobombe | Transitpunkt für Sicherheitskräfte | 103 (+?) | 150       | Bürgerkrieg in Sri Lanka      |
| 16. Oktober 2006 | Irak             | Anschlag in Wasit        |                       |                                                                         | Autobombe                          | Bankgebäude                        | 9        | 35        | Irakischer Widerstand         |
| 19. Oktober 2006 | Irak             | Anschlag in Diyala       |                       |                                                                         | Sprengstoff                        | Markt                              | 17       | 37        | Irakischer Widerstand         |
| 19. Oktober 2006 | Irak             | Anschlag in Mossul       |                       |                                                                         | Selbstmordattentäter mit Autobombe | Polizeistation                     | 11 (+1)  | 25        | Irakischer Widerstand         |
| 19. Oktober 2006 | Irak             | Anschlag in Kirkuk       |                       |                                                                         | Selbstmordattentäter mit Autobombe | Soldaten, Zivilisten               | 11 (+1)  | 68        | Irakischer Widerstand         |
| 19. Oktober 2006 | Sudan            | Anschlag in Juba         | vermutlich LRA        | christlich                                                              | Schusswaffen                       | Zivilisten                         | 42       | 16        | LRA-Konflikt                  |
| 20. Oktober 2006 | Pakistan         | Anschlag in Peschawar    |                       |                                                                         | Sprengsatz                         | Markt                              | 7        | 41        | Konflikt in Nordwest-Pakistan |
| 22. Oktober 2006 | Irak             | Anschlag in Babil        |                       |                                                                         | Mörser                             | Markt                              | 32       | 53        | Irakischer Widerstand         |
| 22. Oktober 2006 | Irak             | Anschlag in Babil        |                       |                                                                         | 5 Motorradbomben                   | Markt                              | 16       | 60        | Irakischer Widerstand         |
| 22. Oktober 2006 | Irak             | Anschlag in Diyala       |                       |                                                                         | Schusswaffen, Sprengstoff          | Algerische Soldaten in Taxi        | 15       | 25        | Irakischer Widerstand         |
| 26. Oktober 2006 | Irak             | Anschlag nahe Baquba     |                       |                                                                         | Schusswaffen                       | Polizisten                         | 24 (+18) | 7 (+8)    | Irakischer Widerstand         |
| 28. Oktober 2006 | Indien           | Anschlag in Sopore       |                       |                                                                         | Granate                            | Polizeistreife                     | 1        | 23        | Aufstand in Kaschmir          |
| 28. Oktober 2006 | Indien           | Anschlag in Assam        | ULFA                  | autonomistisch, assamesisch-nationalistisch, marxistisch, sozialistisch | Sprengsatz                         | Zivilisten                         | 3        | 20        | Aufstand im Nordosten Indiens |
| 30. Oktober 2006 | Irak             | Anschlag in Bagdad       |                       |                                                                         | Sprengsatz                         | Tagelöhner                         | 33       | 59        | Irakischer Widerstand         |

## November
| Datum/Beginn      | Betroffenes Land | Anschlag                      | Täter                        | Politische Ausrichtung                                                  | Mittel                                                        | Ziel                                  | Tote    | Verletzte | Hintergrund                       |
| ----------------- | ---------------- | ----------------------------- | ---------------------------- | ----------------------------------------------------------------------- | ------------------------------------------------------------- | ------------------------------------- | ------- | --------- | --------------------------------- |
| 01. November 2006 | Irak             | Anschlag in Bagdad            |                              |                                                                         | Selbstmordattentäter mit Autobombe                            | Hochzeit                              | 22 (+1) | 19        | Irakischer Widerstand             |
| 02. November 2006 | Irak             | Anschlag in Bagdad            |                              |                                                                         | Motorradbombe                                                 | Markt                                 | 7       | 45        | Irakischer Widerstand             |
| 03. November 2006 | Irak             | Anschlag in Bagdad            |                              |                                                                         | Motorradbombe                                                 | Markt                                 | 5       | 53        | Irakischer Widerstand             |
| 06. November 2006 | Indien           | Anschlag in Guwahati          | ULFA                         | autonomistisch, assamesisch-nationalistisch, marxistisch, sozialistisch | Sprengstoff                                                   |                                       | 15      | 50        | Aufstand im Nordosten Indiens     |
| 07. November 2006 | Irak             | Anschlag in Bagdad            |                              |                                                                         | Selbstmordattentäter                                          | Café                                  | 20 (+1) | 25        | Irakischer Widerstand             |
| 08. November 2006 | Sri Lanka        | Anschlag in Vakarai           | LTTE                         | autonomistisch, tamilisch-sozialistisch                                 | Schusswaffen                                                  | Soldaten, Zivilisten                  | 45      | 200       | Bürgerkrieg in Sri Lanka          |
| 09. November 2006 | Irak             | Anschlag in Bagdad            |                              |                                                                         | 2 Autobomben                                                  | Märkte                                | 16      | 52        | Irakischer Widerstand             |
| 09. November 2006 | Irak             | Anschlag in Bagdad            |                              |                                                                         | Selbstmordattentäter mit Autobombe, Mörser                    | Markt                                 | 8 (+1)  | 27        | Irakischer Widerstand             |
| 10. November 2006 | Indien           | Anschlag in Jammu und Kashmir | vermutlich Hizbul Mujahideen | autonomistisch, islamistisch                                            | Granate                                                       | Moschee                               | 4       | 40        | Aufstand in Kaschmir              |
| 11. November 2006 | Sudan            | Anschlag in Scharq Darfur     | Dschandschawid               | arabisch-nationalistisch                                                | Schusswaffen                                                  | Zivilisten                            | 80      | 0         | Darfur-Konflikt                   |
| 11. November 2006 | Irak             | Anschlag in Bagdad            |                              |                                                                         | 2 Autobomben                                                  | Markt                                 | 8       | 38        | Irakischer Widerstand             |
| 12. November 2006 | Irak             | Anschlag in Bagdad            |                              |                                                                         | 2 Selbstmordattentäter                                        | Polizeirekrutierungszentrum           | 33 (+2) | 56        | Irakischer Widerstand             |
| 14. November 2006 | Indien           | Anschlag in Srinagar          | Hizbul Mujahideen            | autonomistisch, islamistisch                                            | Autobombe, Landmine                                           | Bushaltestelle, Polizeicamp, Soldaten | 0       | 31        | Aufstand in Kaschmir              |
| 15. November 2006 | Irak             | Anschlag in Bagdad            |                              |                                                                         | Autobombe                                                     | Tankstelle                            | 9       | 32        | Irakischer Widerstand             |
| 17. November 2006 | Thailand         | Anschlag in Narathiwat        |                              |                                                                         | 2 Sprengsätze                                                 | Café                                  | 1       | 23        | Konflikt in Südthailand seit 2004 |
| 19. November 2006 | Irak             | Anschlag in Hilla             |                              |                                                                         | Selbstmordattentäter mit Autobombe                            | Tagelöhner                            | 21 (+1) | 44        | Irakischer Widerstand             |
| 19. November 2006 | Irak             | Anschlag in Bagdad            |                              |                                                                         | 3 Autobomben                                                  | Bushaltestelle                        | 10      | 45        | Irakischer Widerstand             |
| 20. November 2006 | Indien           | Anschlag in Westbengalen      |                              |                                                                         | Sprengsatz                                                    | Passagierzug                          | 8       | 60        | Aufstand im Nordosten Indiens     |
| 20. November 2006 | Sudan            | Anschlag in Dschanub Darfur   | vermutlich Dschandschawid    | arabisch-nationalistisch                                                | Schusswaffen                                                  | Zivilisten                            | 80      | 0         | Darfur-Konflikt                   |
| 23. November 2006 | Irak             | Anschlag in Bagdad            |                              |                                                                         | 3 Selbstmordattentäter mit Autobomben, 2 Autobomben, 2 Mörser | Zivilisten                            | 202     | 257       | Irakischer Widerstand             |
| 24. November 2006 | Irak             | Anschlag in Bagdad            | vermutlich Mahdi-Armee       |                                                                         | Maschinengewehre, Panzerfäuste                                | Sunnitische Zivilisten                | 25      | 14        | Irakischer Widerstand             |
| 24. November 2006 | Irak             | Anschlag in Tal Afar          |                              |                                                                         | Autobombe, Selbstmordattentäter                               |                                       | 22 (+1) | 43        | Irakischer Widerstand             |
| 24. November 2006 | Irak             | Anschlag in Diyala            |                              |                                                                         | Schusswaffen                                                  | Schiitische Zivilisten                | 21      | 0         | Irakischer Widerstand             |
| 25. November 2006 | Tschad           | Anschlag in Wadai             | UFDD                         |                                                                         | Schusswaffen                                                  | Soldaten, Zivilisten                  | 40      | 0         | Bürgerkrieg im Tschad 2005–2010   |

## Dezember
| Datum/Beginn      | Betroffenes Land | Anschlag                    | Täter | Politische Ausrichtung                   | Mittel                             | Ziel                     | Tote    | Verletzte | Hintergrund                     |
| ----------------- | ---------------- | --------------------------- | ----- | ---------------------------------------- | ---------------------------------- | ------------------------ | ------- | --------- | ------------------------------- |
| 01. Dezember 2006 | Irak             | Anschlag in Bagdad          |       |                                          | Autobombe                          | Markt                    | 3       | 22        | Irakischer Widerstand           |
| 02. Dezember 2006 | Bhutan           | Anschlag in Phuentsholing   |       |                                          | Sprengstoff                        | Tankstelle               | 4       | 0         |                                 |
| 02. Dezember 2006 | Irak             | Anschlag in Bagdad          |       |                                          | 3 Autobomben                       | Gewerbegebiet            | 40      | 87        | Irakischer Widerstand           |
| 03. Dezember 2006 | Irak             | Anschlag in Bagdad          |       |                                          | 3 Autobomben                       | Zivilisten               | 160     | 267       | Irakischer Widerstand           |
| 03. Dezember 2006 | Sudan            | Anschlag in Dschanub Darfur |       |                                          | Brandstiftung                      | Dörfer                   | 20      |           | Darfur-Konflikt                 |
| 04. Dezember 2006 | Irak             | Anschlag in Bagdad          |       |                                          | Sprengstoff                        | Markt                    | 8       | 40        | Irakischer Widerstand           |
| 05. Dezember 2006 | Irak             | Anschlag in Babil           |       |                                          | Autobombe                          | Tankstelle               | 14      | 25        | Irakischer Widerstand           |
| 05. Dezember 2006 | Irak             | Anschlag in Bagdad          |       |                                          | 3 Autobomben                       | Tankstelle               | 16      | 25        | Irakischer Widerstand           |
| 05. Dezember 2006 | Irak             | Anschlag in Jalawla         |       |                                          | Selbstmordattentäter               | Markt                    | 12 (+1) | 55        | Irakischer Widerstand           |
| 06. Dezember 2006 | Irak             | Anschlag in Bagdad          |       |                                          | Mörser                             | Zivilisten               | 8       | 40        | Irakischer Widerstand           |
| 09. Dezember 2006 | Irak             | Anschlag in Kerbela         |       |                                          | Autobombe                          | Schrein                  | 5       | 44        | Irakischer Widerstand           |
| 12. Dezember 2006 | Irak             | Anschlag in Bagdad          |       |                                          | Selbstmordattentäter mit Autobombe | Zivilisten               | 45 (+1) | 148       | Irakischer Widerstand           |
| 13. Dezember 2006 | Irak             | Anschlag in Bagdad          |       |                                          | Autobombe                          | Moschee                  | 10      | 26        | Irakischer Widerstand           |
| 17. Dezember 2006 | Tschad           | Anschlag in Guéra           |       |                                          | Schusswaffen                       | Soldaten, Zivilisten     | 23      | 0         | Bürgerkrieg im Tschad 2005–2010 |
| 20. Dezember 2006 | Irak             | Anschlag in Bagdad          |       |                                          | Selbstmordattentäter               | Kontrollpunkt            | 10 (+1) | 22        | Irakischer Widerstand           |
| 24. Dezember 2006 | Irak             | Anschlag in Diyala          |       |                                          | Selbstmordattentäter               | Polizeistation           | 6 (+1)  | 30        | Irakischer Widerstand           |
| 27. Dezember 2006 | Irak             | Anschlag in Bagdad          |       |                                          | 3 Autobomben                       |                          | 25      | 55        | Irakischer Widerstand           |
| 27. Dezember 2006 | Irak             | Anschlag in Bagdad          |       |                                          | Autobombe                          | Moschee                  | 17      | 35        | Irakischer Widerstand           |
| 28. Dezember 2006 | Irak             | Anschlag in Bagdad          |       |                                          | 2 Sprengsätze                      | Markt                    | 9       | 35        | Irakischer Widerstand           |
| 28. Dezember 2006 | Irak             | Anschlag in Bagdad          |       |                                          | Landmine                           | Tankstelle               | 12      | 21        | Irakischer Widerstand           |
| 29. Dezember 2006 | Irak             | Anschlag in Bagdad          |       |                                          | Selbstmordattentäter               | Tankstelle               | 9 (+1)  | 25        | Irakischer Widerstand           |
| 29. Dezember 2006 | Irak             | Anschlag in Bagdad          |       |                                          | 3 Autobomben                       |                          | 13      | 51        | Irakischer Widerstand           |
| 30. Dezember 2006 | Spanien          | Anschlag in Madrid          | ETA   | autonomistisch, baskisch-nationalistisch | Autobombe                          | Flughafen Madrid-Barajas | 2       | 26        | Baskischer Konflikt             |
| 30. Dezember 2006 | Irak             | Anschlag in Kufa            |       |                                          | Autobombe                          | Markt                    | 15      | 25        | Irakischer Widerstand           |